# ماونت ماغنيت
ماونت ماغنيت هي بلدة، في أستراليا، تقع في أستراليا الغربية، بلغ عدد سكانها 470  نسمة وذلك حسب إحصائيات سنة 2016، رمزها البريدي هو WA 6638.

## المناخ
يظهر الجدول التالي التغييرات المناخية على مدار السنة لماونت ماغنيت:
| البيانات المناخية لـماونت ماغنيت  | البيانات المناخية لـماونت ماغنيت | البيانات المناخية لـماونت ماغنيت | البيانات المناخية لـماونت ماغنيت | البيانات المناخية لـماونت ماغنيت | البيانات المناخية لـماونت ماغنيت | البيانات المناخية لـماونت ماغنيت | البيانات المناخية لـماونت ماغنيت | البيانات المناخية لـماونت ماغنيت | البيانات المناخية لـماونت ماغنيت | البيانات المناخية لـماونت ماغنيت | البيانات المناخية لـماونت ماغنيت | البيانات المناخية لـماونت ماغنيت | البيانات المناخية لـماونت ماغنيت |
| الشهر                             | يناير                            | فبراير                           | مارس                             | أبريل                            | مايو                             | يونيو                            | يوليو                            | أغسطس                            | سبتمبر                           | أكتوبر                           | نوفمبر                           | ديسمبر                           | المعدل السنوي                    |
| --------------------------------- | -------------------------------- | -------------------------------- | -------------------------------- | -------------------------------- | -------------------------------- | -------------------------------- | -------------------------------- | -------------------------------- | -------------------------------- | -------------------------------- | -------------------------------- | -------------------------------- | -------------------------------- |
| الدرجة القصوى °م (°ف)             | 47.4 (117.3)                     | 45.9 (114.6)                     | 42.0 (107.6)                     | 37.5 (99.5)                      | 35.1 (95.2)                      | 28.0 (82.4)                      | 27.9 (82.2)                      | 32.0 (89.6)                      | 35.6 (96.1)                      | 40.6 (105.1)                     | 43.6 (110.5)                     | 45.4 (113.7)                     | 47.4 (117.3)                     |
| متوسط درجة الحرارة الكبرى °م (°ف) | 37.9 (100.2)                     | 36.8 (98.2)                      | 32.9 (91.2)                      | 28.8 (83.8)                      | 23.8 (74.8)                      | 19.9 (67.8)                      | 18.8 (65.8)                      | 21.4 (70.5)                      | 24.7 (76.5)                      | 29.6 (85.3)                      | 32.6 (90.7)                      | 35.7 (96.3)                      | 28.6 (83.5)                      |
| متوسط درجة الحرارة الصغرى °م (°ف) | 23.5 (74.3)                      | 23.3 (73.9)                      | 20.1 (68.2)                      | 16.2 (61.2)                      | 11.7 (53.1)                      | 8.3 (46.9)                       | 7.0 (44.6)                       | 8.0 (46.4)                       | 10.4 (50.7)                      | 14.6 (58.3)                      | 17.9 (64.2)                      | 21.1 (70.0)                      | 15.2 (59.4)                      |
| أدنى درجة حرارة °م (°ف)           | 12.6 (54.7)                      | 13.5 (56.3)                      | 9.9 (49.8)                       | 5.1 (41.2)                       | 3.3 (37.9)                       | 0.5 (32.9)                       | −0.2 (31.6)                      | 0.5 (32.9)                       | 3.0 (37.4)                       | 5.3 (41.5)                       | 8.1 (46.6)                       | 11.5 (52.7)                      | −0.2 (31.6)                      |
| الهطول مم (إنش)                   | 27.7 (1.09)                      | 35.4 (1.39)                      | 38.2 (1.50)                      | 19.7 (0.78)                      | 18.5 (0.73)                      | 19.9 (0.78)                      | 30.0 (1.18)                      | 16.6 (0.65)                      | 9.0 (0.35)                       | 6.4 (0.25)                       | 11.4 (0.45)                      | 21.9 (0.86)                      | 257.5 (10.14)                    |
| متوسط أيام هطول الأمطار           | 4.8                              | 5.0                              | 4.8                              | 4.8                              | 5.0                              | 6.1                              | 7.8                              | 5.7                              | 4.1                              | 3.0                              | 3.2                              | 3.7                              | 58.0                             |
| متوسط الرطوبة النسبية (%)         | 35                               | 41                               | 45                               | 53                               | 57                               | 66                               | 68                               | 60                               | 51                               | 39                               | 36                               | 34                               | 49                               |
| المصدر: Bureau of Meteorology     |                                  |                                  |                                  |                                  |                                  |                                  |                                  |                                  |                                  |                                  |                                  |                                  |                                  |